# Alan Alda
Alan Alda o Alphonso Joseph D'Abruzzo (Nova York, 28 de gener de 1936) és un actor, escriptor, director i de vegades activista polític estatunidenc. És conegut per al seu paper de Hawkeye Pierce en la sèrie de televisió M*A*S*H i com a animador de Scientific American Fontiers, un programa de televisió.

## Biografia
El seu pare, Robert Alda (nascut Alphonso Giuseppe Giovanni Roberto D'Abruzzo), va ser un actor que va tenir èxit i que va fer aprofitar el cinema burlesc i el vodevil al seu fill. La seva mare, Joan Brown, va ser coronada Miss Nova York en un concurs de bellesa.
A l'edat de 7 anys, va agafar la poliomielitis que li va suposar ser al llit durant dos anys. El 1956, es va diplomar a la Universitat de Fordham. En el seu primer any d'estudis en aquesta universitat, va estudiar a Europa on va treballar en una obra a Roma i a Amsterdam a la televisió amb el seu pare. Després de la seva graduació, el 1957, està sis mesos a Corea, com a oficial d'artilleria. L'any següent, es casa amb Arlene Weiss, amb qui té tres fills, Eve, Elizabeth i Beatrice.
El 1950, comença la seva carrera com a membre del Compass Players, una societat de revistes còmiques.

## Anècdotes
- Va actuar en tres les pel·lícules seleccionades per a l'Oscar a la millor pel·lícula el 2003: Chicago, Gangs of New York i The Hours.
- Va ser considerat per a actuar a Manderlay de Lars von Trier, però es va negar a participar-hi a causa d'una escena on un ase és massacrat per tal de ser menjat.

Va passar onze anys a M*A*S*H, amb la qual va aconseguir cinc premis Emmy, va escriure (o coescriure) vint episodis, i va dirigir trenta episodis. En el transcurs de la seva carrera, ha estat nominat pels Emmy 29 vegades i dues vegades per als Tony, i s'ha emportat set premis tria del públic, sis premis Globus d'Or i tres premis de la Director's Guild of America.
Va fer una aparició en almenys dos anuncis de publicitat per la TV, que implicaven la indústria informàtica, amb Atari primer i més tard, amb l'ajuda de tota la producció de M*A*S*H, publicitat per a la gamma de productes IBM PS/2 d'IBM.
Gràcies a la seva gran part a l'èxit de l'emissió M*A*S*H, Alda tenia d'aleshores ençà una plataforma per parlar de política, i s'ha fet escoltar com a seguidor actiu per a la igualtat dels drets per a les dones. Era considerat com un espantall per certs conservadors polítics.
Alan Alda també ha creat el personatge Richard Feynman, Nobel de física, a l'obra QED. Aquesta producció és gairebé centrada en aquest personatge amb una part menor per a un altre personatge. El guió és de Peter Parnells, però la producció i la inspiració per a l'obra teatral són d'Alan Alda.
Més recentment, ha interpretat el paper del senador Arnold Vinick en les últimes temporades de la sèrie d'èxit A la Casa Blanca.

## Filmografia
- 1955: Secret File, U.S.A. (sèrie TV)
- 1963: Gone Are the Days!: Charlie Cotchipee
- 1966: Where's Everett (TV): Arnold Barker
- 1968: Lleó de paper (Paper Lion): George Plimpton
- 1969: The Extraordinary Seaman: Tinent (j.g.) Morton Krim
- 1970: Jenny: Delano
- 1970: The Moonshine War: John W. (Son) Martin
- 1971: Story Theatre (sèrie TV)
- 1971: The Mephisto Waltz: Myles Clarkson
- 1972: The Glass House (TV): Jonathan Paige
- 1972: To Kill a Clown: Major Evelyn Ritchie
- 1972: Playmates (TV): Marshall Barnett
- 1972: M*A*S*H (sèrie TV): Capità Benjamin Franklin Pierce (Hawkeye) (1972-1983)
- 1973: Isn't It Shocking? (TV): Xèrif Dan Barnes
- 1974: Free to Be... You & Me (TV): Diversos personatges (veu)
- 1974: 6 Rms Riv Vu (TV): Paul Friedman
- 1977: Kill Me If You Can (TV): Caryl W. Chessman
- 1978: Same Time, Next Year: George Peters
- 1978: California Suite: Visitants de Nova York - Bill Warren
- 1979: La seducció de Joe Tynam (The Seduction of Joe Tynan): Joe Tynan
- 1981: The Four Seasons: Jack Burroughs
- 1983: M*A*S*H: Goodbye, Farewell and Amén (TV): Capità Benjamin Franklin Pierce (Hawkeye)
- 1986: Sweet Liberty: Michael Burgess
- 1988: A New Life: Steve
- 1989: Delictes i faltes (Crims and Misdemeanors): Lester
- 1990: Betsy's Wedding: Eddie Hopper
- 1992: Whispers in the Dark: Leo Green
- 1993: Manhattan Murder Mystery: Ted
- 1993: And the Band Played On (TV): Dr Robert Gallo
- 1994: White Mile (TV): Dan Cutler
- 1995: Canadian Bacon: President dels Estats Units
- 1996: Jake's Women (TV): Jake
- 1996: Flirtejant amb el desastre (Flirting with Disaster): Richard Schlichting
- 1996: Tothom diu "I love you" (Everyone Says I Love You): Bob Dandridge
- 1997: Assassinat a la Casa Blanca (Murder at 1600): Alvin Jordan, conseller de seguretat nacional
- 1997: Mad City: Kevin Hollander
- 1998: The Object of My Affection: Sidney Miller
- 1999: ER (sèrie TV) Temporada 6: Dr Gabriel Lawrence
- 2000: What Women Want: Dan Wanamaker
- 2001: Club Land (TV): Willie Walters
- 2001: The Killing Yard (TV): Ernie Goodman
- 2004: L'aviador: Senador Ralph Owen Brewster
- 2004: The West Wing (sèrie TV): Senador després candidat republicà a la presidència dels Estats Units Arnold Vinick
- 2011: Tower Heist de Brett Ratner: Arthur Shaw
- 2019: Marriage Story de Noah Baumbach: Bert Spitz'